# Comuna Vejîțea, Rokîtne
Vejîțea (în ucraineană Вежиця) este o comună în raionul Rokîtne, regiunea Rivne, Ucraina, formată din satele Perehodîci și Vejîțea (reședința).

## Demografie
Componența lingvistică a comunei Vejîțea
     Ucraineană (99,78%)
     Alte limbi (0,22%)
Conform recensământului din 2001, majoritatea populației comunei Vejîțea era vorbitoare de ucraineană (99,78%), existând în minoritate și vorbitori de alte limbi.